# Христофоровка (станция)
Христофо́ровка — железнодорожная станция Сахалинского региона Дальневосточной железной дороги. Расположена в черте Южно-Сахалинска.

## История
- 16 сентября 1922 года — станция открыта на линии Отомари (Корсаков) — Тоёхара (Южно-Сахалинск) в составе железной дороги губернаторства Карафуто
- 1 апреля 1943 года — в связи с включением Южного Сахалина в состав внутренних территорий станция переподчинена Министерству железных дорог Японии
- август 1945 года — в ходе советско-японской войны занята Красной Армией
- 1 февраля 1946 года — де-юре исключена из состава японских железных дорог
- 1 апреля 1946 года — включена в состав советских железных дорог под названием Христофоровка

## Деятельность

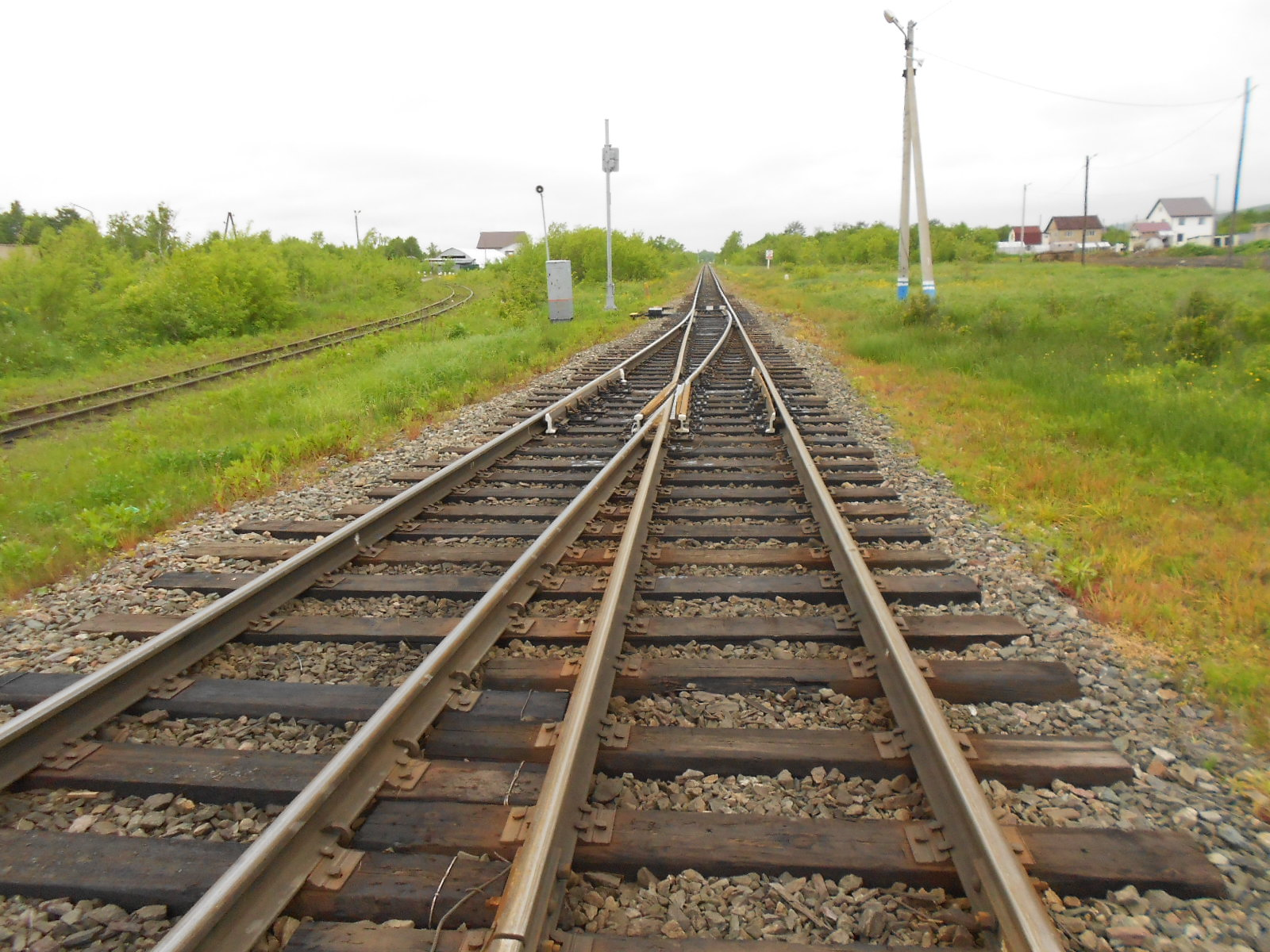
Вид в северном направлении, налево отходит подъездной путь (2016)

По параграфу станция способна осуществлять небольшие грузовые отправления со складов и на открытых площадках.

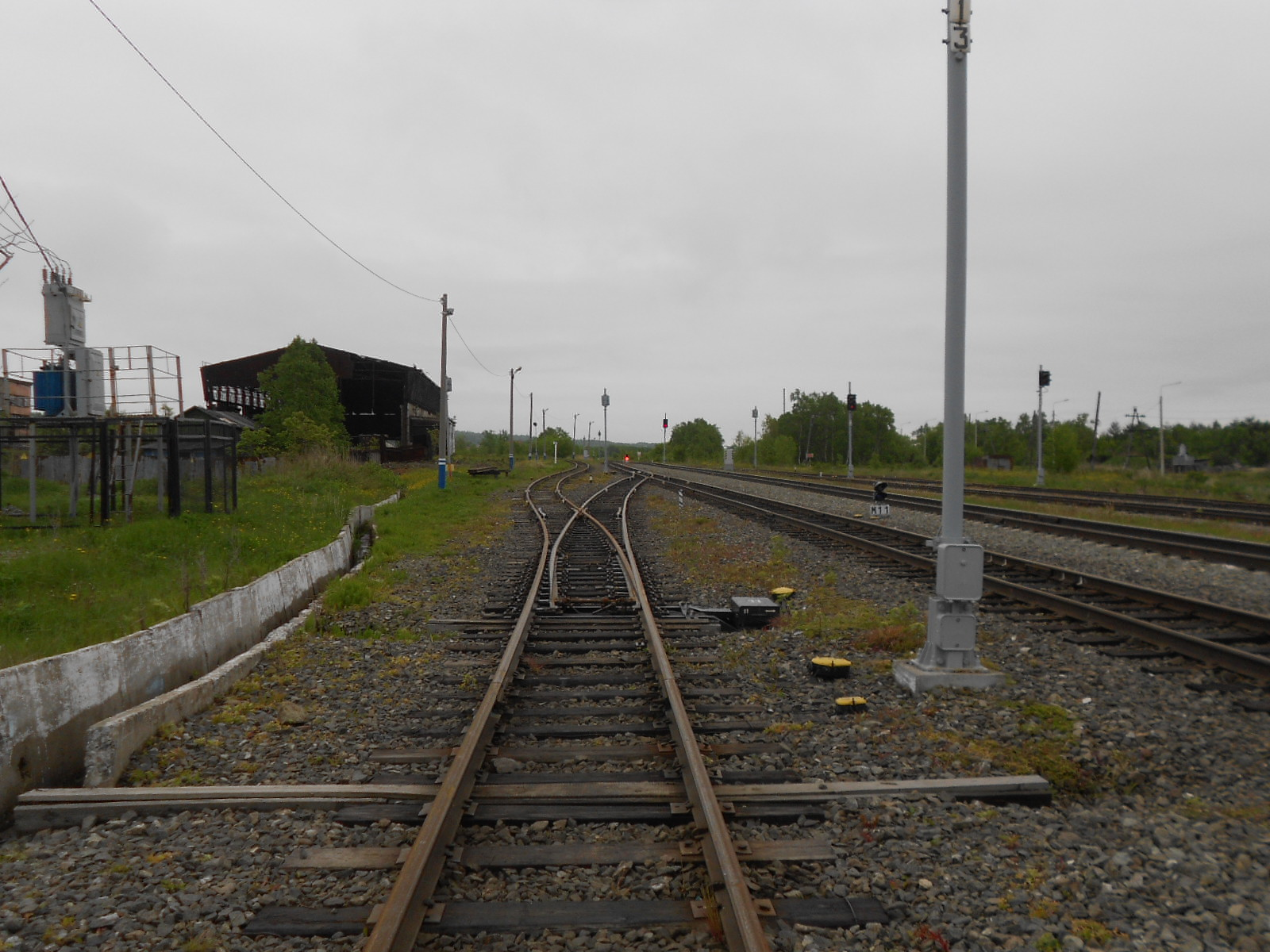
Вид в южном направлении (2016)

Пассажирское сообщение по станции периодически отменяется. До 2007 года (с перерывами) курсировали две пары дизель-поездов Д2 Южно-Сахалинск — Корсаков, в 2009—2011 годах до Корсакова продлевался дизельный экспресс № 121/122 Томари — Корсаков (с 2011 года укорочен обратно до Южно-Сахалинска). Данный поезд в Христофоровке не останавливался.
На июль 2015 года пригородное движение существует по маршруту Корсаков (Пять углов) — Южно-Сахалинск дважды в сутки.